# Calista Flockhart
Pour les articles homonymes, voir Flockhart.
Calista Flockhart, née le 11 novembre 1964 à Freeport (Illinois), est une actrice américaine. Elle est surtout connue pour avoir tenu le rôle-titre de la populaire série judiciaire Ally McBeal entre 1997 et 2002 et, dans une moindre mesure, pour son interprétation de l'une des filles de la fratrie Walker dans la série dramatique Brothers and Sisters, entre 2006 et 2011.

## Biographie

### Jeunesse et formation
Calista Kay Flockhart naît le 11 novembre 1964 à Freeport, dans l'Illinois. Elle grandit à New York. Au lycée, elle est pom-pom girl de son école et fait partie du conseil des élèves.
Elle poursuit ses études à l'université Rutgers dans le New Jersey et obtient, en 1988, une licence de théâtre.

### Carrière

#### Années 1990: débuts et révélation
Elle fait sa première apparition à la télévision dans un épisode du soap The Guiding Light, puis alterne téléfilms et pièces de théâtre, en marge de Broadway. En 1991, elle apparaît pour la première fois au cinéma dans Naked in New York de Daniel Algrant (en) mais c'est pour le drame Quiz Show, sorti en 1994, et mis en scène par Robert Redford, qu'elle hérite d'un vrai rôle.
Parallèlement, après des prestations remarquées et récompensées dans les pièces Beside Herself et Les 3 sœurs, elle joue en 1994 à Broadway dans La Ménagerie de verre de Tennessee Williams. La critique théâtrale est unanimement positive, et Calista Flockhart remporte un Theater World Award et un Clarence Derwent Award, deux prestigieux prix. Cette nouvelle vitrine la place parmi les jeunes comédiennes à suivre. Ses finances ne suivent néanmoins pas : depuis 1989, pour pouvoir se payer les services d'un agent artistique, elle partage ainsi un petit appartement avec trois autres jeunes actrices, et travaille également comme serveuse, puis comme professeur d'aérobic.
En 1996, elle se voit proposer d'auditionner pour le rôle-titre d'une nouvelle série judiciaire, plutôt romancée, créée par David E. Kelley, Ally McBeal. La comédienne hésite à s'engager sur un tel projet, mais finit par venir à Los Angeles, et remporte le rôle. Le programme débute à la rentrée 1997 sur la chaîne FOX et connaît un large succès critique et commercial, notamment à l'international. Elle décroche ainsi le Golden Globe de la meilleure actrice en 1998, au terme d'une seconde saison encore plus remarquée. Son image médiatique est particulièrement scrutée durant cette période, et notamment sa grande minceur, critiquée.[réf. nécessaire]
En 1998, elle fait partie de la liste des « 50 plus belles personnes au monde » établie par le magazine américain People.
Le tournage de sa série lui prend tout son temps, et elle ne tourne que très peu parallèlement : deux rôles dans des films choraux : Le Songe d'une nuit d'été, en 1999, et Ce que je sais d'elle… d’un simple regard, en 2000, qui la cantonnent néanmoins à un registre romantique.
En 2002, Ally McBeal se conclut après 112 épisodes, et au terme d'une cinquième saison décriée, est en chute nette dans les audiences. L'actrice se distancie alors des plateaux de télévision, n'apparaissant que dans deux longs-métrages : pour un second rôle dans la confidentielle comédie The Last Shot, de Jeff Nathanson, en 2004, puis en tête d'affiche du thriller horrifique Fragile, de Jaume Balagueró, en 2005.

#### Années 2000-2010: confirmation télévisuelle
C'est en 2006 qu'elle fait son grand retour à la télévision, à la tête de la large distribution de la série dramatique Brothers & Sisters. Le programme reçoit des audiences satisfaisantes, mais la critique salue surtout les performances de Sally Field et Rachel Griffiths, les deux autres rôles féminins principaux. La série se conclut en 2011, au bout de cinq saisons, et 110 épisodes.
Elle reste désormais fidèle à la télévision : en 2014, elle apparaît dans un épisode la comédie Web Therapy, face à Lisa Kudrow, et en 2015 tient l'un des rôles principaux de la seconde saison de la série anthologique Full Circle.
Cette même rentrée, elle fait partie de la distribution de la série fantastique Supergirl, où elle prête ses traits à la caractérielle et charismatique rédactrice en chef Catherine « Cat » Grant. Le programme est bien reçu, et une seconde saison est commandée.

### Vie privée

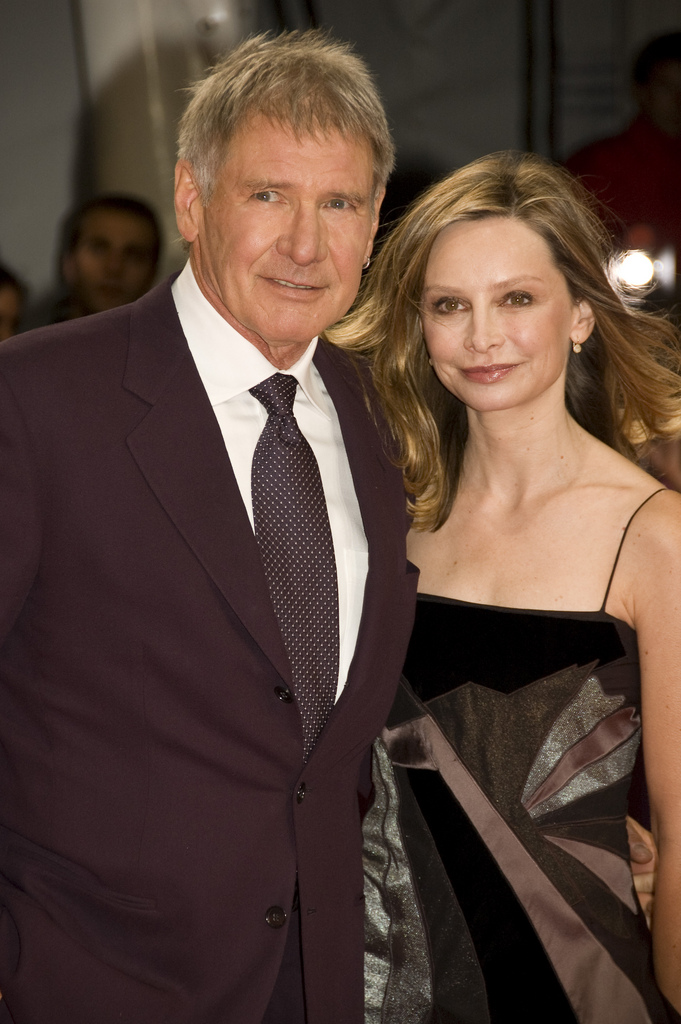
Aux côtés de son compagnon, Harrison Ford, en 2009.

En janvier 2001, elle adopte un petit garçon nommé Liam. Elle rencontre l'acteur Harrison Ford aux Golden Globes 2002. Ce dernier considère Liam comme son propre fils.
Le 15 juin 2010, Calista Flockhart épouse Harrison Ford à Santa Fé, au Nouveau Mexique,.

### Santé
Calista Flockhart s'est retrouvée au centre d'un débat public sur le rôle des médias dans le développement de l'anorexie mentale des jeunes filles. Parmi d'autres figures du spectacle ou de la mode, elle a été prise à partie en raison de son apparence physique. Sa perte de poids visible durant les premières saisons d'Ally McBeal a provoqué beaucoup de rumeurs à son sujet. Elle a dû répondre au cours d'une émission télévisée qui l'a desservie en la montrant excessivement sur la défensive. Les médias l'annoncent comme anorexique et l'accusent de « donner le mauvais exemple » aux spectateurs, en particulier les jeunes femmes et les adolescentes. Des médecins ont prononcé publiquement, dans la presse et la télévision, à son endroit des diagnostics d'anorexie. Le 11 décembre 2000, elle perd connaissance sur scène, relançant ainsi les suspicions de troubles du comportement alimentaire. Il est annoncé plus tard qu'elle était en fait déshydratée et exténuée par un rythme de travail soutenu, symptômes souvent liés à un trouble alimentaire.

### Engagements
Elle s'est montrée aux côtés de son mari, Harrison Ford, dans les engagements de celui-ci, en particulier en distribuant avec lui des rations alimentaires auprès des personnes défavorisées de Los Angeles durant une campagne appelant à s'opposer au vote républicain.

## Filmographie

### Cinéma
- 1993 : Naked in New York de Daniel Algrant (en) : étudiante comédienne
- 1994 : Getting In (en) de Doug Liman : Amanda Morel
- 1994 : Quiz Show de Robert Redford : Barnard Girls
- 1995 : Pictures of Baby Jane Doe de Paul Peditto : Jane
- 1995 : Drunks de Peter Cohn (en) : Helen
- 1996 : Birdcage (The Birdcage) de Mike Nichols : Barbara Keeley
- 1996 : Milk & Money (en) de Michael Bergmann (en) : Christine
- 1997 : Telling Lies in America de Guy Ferland : Diney Majeski
- 1999 : Le Songe d'une nuit d'été (A Midsummer Night's Dream) de Michael Hoffman : Helena
- 2000 : Ce que je sais d'elle… d’un simple regard (Things You Can Tell Just by Looking at Her) de Rodrigo García : Christine Taylor
- 2004 : The Last Shot de Jeff Nathanson : Valerie Weston
- 2005 : Fragile de Jaume Balagueró : Amy Nicholls

### Télévision
- 1989 : Haine et Passion (The Guiding Light) (série télévisée) d'Irna Phillips : Elise
- 1990 : An American Story (téléfilm) de Terry Bedford
- 1990 : As The World Turns (série télévisée), 1 épisode : Stacey
- 1990 : Amoureusement vôtre (Loving) (série télévisée), 1 épisode : la jeune femme
- 1991 : Darrow (téléfilm) de John David Coles (en) : Lillian Anderson
- 1992-1996 : Lifestories: Families in Crisis (en) (série télévisée) de Juan José Campanella : Mary-Margaret Carter
- 1997-2002 : Ally McBeal (série télévisée) de David E. Kelley : Ally McBeal
- 1998 : The Practice : Bobby Donnell & associés (série télévisée) de David E. Kelley, saison 2, épisode 26 Axe Murderer : Ally McBeal
- 2000 : Bash: Latter-Day Plays (en) (téléfilm) de Neil LaBute : Sue
- 2000 : Happily Ever After: Fairy Tales for Every Child (série télévisée) d'Anthony Bell : Vanna Van (voix)
- 2006-2011 : Brothers & Sisters (série télévisée) de Jon Robin Baitz : Kitty McCallister / Kitty Walker / Kitty March
- 2013 : Les Pingouins de Madagascar (The Penguins of Madagascar) (série télévisée) d'Eric Darnell et Tom McGrath : Doris
- 2014 : Robot Chicken (série télévisée) de Seth Green, Matthew Senreich et Mike Fasolo (en) : Dr Ryan Stone / Smurfette / Rebecca Cunningham (voix)
- 2014 : Web Therapy (série télévisée) de Dan Bucatinsky, Lisa Kudrow et Don Roos : April Keating
- 2015 : Full Circle (série télévisée) de Neil LaBute et Keith Huff : Ellen Kelly-O'Rourke
- 2015-2021 : Supergirl (série télévisée) : Catherine « Cat » Grant
- 2016 : Facetiming with Mommy (série télévisée) : Tante Elaine
- 2024 : Feud (série télévisée), saison 2 Capote vs. The Swans : Lee Radziwill

## Distinctions

### Nominations
- Primetime Emmy Awards 1998 : Meilleure actrice dans une série télévisée dramatique pour Ally McBeal (1997-2002).
- 4e cérémonie des Screen Actors Guild Awards 1998 : Meilleure distribution pour une série comique pour Ally McBeal (1997-2002) partagée avec Gil Bellows, Lisa Nicole Carson, Greg Germann, Jane Krakowski et Courtney Thorne-Smith.
- 4e cérémonie des Screen Actors Guild Awards 1998 : Meilleure actrice dans une série comique pour Ally McBeal (1997-2002).
- 5e cérémonie des Screen Actors Guild Awards 1999 : Meilleure actrice dans une série comique pour Ally McBeal (1997-2002).
- Primetime Emmy Awards 1999 : Meilleure actrice dans une série télévisée dramatique pour Ally McBeal (1997-2002).
- 56e cérémonie des Golden Globes 1999 : Meilleure actrice dans une série musicale ou comique pour Ally McBeal (1997-2002).
- 1999 : American Comedy Awards de la meilleure actrice dans une série télévisée comique pour Ally McBeal (1997-2002).
- 3e cérémonie des Satellite Awards 1999 : Meilleure actrice dans une série télévisée musicale ou comique pour Ally McBeal (1997-2002).
- 1999 : Television Critics Association Awards de la meilleure actrice dans une série télévisée comique pour Ally McBeal (1997-2002).
- 1999 : TV Guide Award (en) de la meilleure actrice dans une série télévisée comique pour Ally McBeal (1997-2002).
- 2000 : TV Guide Award (en) de la meilleure actrice dans une série télévisée comique pour Ally McBeal (1997-2002).
- 4e cérémonie des Satellite Awards 2000 : Meilleure actrice dans une série télévisée musicale ou comique pour Ally McBeal (1997-2002).
- 57e cérémonie des Golden Globes 2000 : Meilleure actrice dans une série musicale ou comique pour Ally McBeal (1997-2002).
- Primetime Emmy Awards 2000 : Meilleure actrice dans une série télévisée dramatique pour Ally McBeal (1997-2002).
- 2000 : Viewers for Quality Television Awards (en) de la meilleure actrice dans une série dramatique pour Ally McBeal
- 6e cérémonie des Screen Actors Guild Awards 2000 : Meilleure actrice dans une série comique pour Ally McBeal (1997-2002).
- 6e cérémonie des Screen Actors Guild Awards 2000 : Meilleure distribution pour une série comique partagé avec Gil Bellows, Lisa Nicole Carson, Portia de Rossi, Lucy Liu, Peter MacNicol, Vonda Shepard, Greg Germann, Jane Krakowski et Courtney Thorne-Smith.
- 7e cérémonie des Screen Actors Guild Awards 2001 : Meilleure actrice dans une série comique pour Ally McBeal (1997-2002).
- 58e cérémonie des Golden Globes 2001 : Meilleure actrice dans une série musicale ou comique pour Ally McBeal (1997-2002).
- 59e cérémonie des Golden Globes 2002 : Meilleure actrice dans une série musicale ou comique pour Ally McBeal (1997-2002).

### Récompenses
- 1995 : Clarence Derwent Award de la meilleure actrice dans un second rôle dans une pièce pour The Glass Menagerie (1994).
- 55e cérémonie des Golden Globes 1998 : Meilleure actrice dans une série musicale ou comique pour Ally McBeal (1997-2002).
- 1998 : Viewers for Quality Television Awards (en) de la meilleure actrice dans une série dramatique pour Ally McBeal (1997-2002).
- 5e cérémonie des Screen Actors Guild Awards 1999 : Meilleure distribution pour une série comique pour Ally McBeal (1997-2002) partagé avec Gil Bellows, Lisa Nicole Carson, Portia de Rossi, Lucy Liu, Peter MacNicol, Vonda Shepard, Greg Germann, Jane Krakowski et Courtney Thorne-Smith.
- 1999 : Aftonbladet TV Prize Awards de la meilleure personnalité féminine TV étrangère dans une série télévisée dramatique pour Ally McBeal (1997-2002).
- 2000 : Aftonbladet TV Prize Awards (sv) de la meilleure personnalité féminine TV étrangère dans une série télévisée dramatique pour Ally McBeal (1997-2002).
- 2000 : People's Choice Awards de l'interprète TV préférée dans une série télévisée dramatique pour Ally McBeal (1997-2002).

## Voix françaises
En France, Natacha Muller est la voix française régulière de Calista Flockhart.

### En France
- Natacha Muller[3] dans :
  - Ally McBeal (série télévisée)
  - The Practice : Bobby Donnell & associés (série télévisée)
  - Ce que je sais d'elle… d’un simple regard
  - Brothers and Sisters (série télévisée)
  - Fragile
  - Supergirl (série télévisée)
  - Feud (série télévisée)

Et aussi
- Barbara Delsol dans Birdcage[3]
- Marie-Laure Dougnac dans Le Songe d'une nuit d'été[3]

### Au Québec
- Aline Pinsonneault[4] dans :
  - Ally McBeal (série télévisée)
  - Tout ce qu'on peut apprendre d'une femme au premier regard
- et aussi
  - Sylvie Malo dans Gloire et Rock and Roll